# 가파항
가파항(加波港)은 제주특별자치도 서귀포시 대정읍 가파리에 위치한 어항이다. 1972년 9월 13일 지방어항으로 지정되었다. 관리청은 제주특별자치도, 시설관리자는 서귀포시장이다.

## 연혁
조선 영조 26년(1750년) 목사 정언유가 진상을 위하여 가파도에 흑우장을 설치하고 흑우 50두 방목, 헌종 8년(1842년) 목사 이원조가 흑우 약탈을 막기 위하여 주민들의 입도를 허가, 상모리 고부 이씨, 하모리 경주 김씨, 김해 김씨, 진주 강씨, 나주 라씨 등 40여 가구가 이주하면서 마을 형성. 입주당시는 '더우섬', '개파도'로 칭하다가 후에 '가파도(加波島)'라 칭하였다.

## 어항 구역
- 어항구역 면적: 80,200m2
- 항내수 면적: 23,700m2

## 어항 시설
- 방파제 570m, 물양장 266m, 호안 405m

## 주요 어종
- 방어, 갈치, 전복, 소라, 돌미역

## 주변 볼거리
- 올레길, 송악산, 마라도

## 관련 축제
- 가파도 청보리 축제(연 5월)